# ماريا مارتن
ماريا مارتن (بالإنجليزية: Maria Martin)‏ هي موضحة علمية ‏ ورسامة أمريكية، ولدت في 6 يوليو 1796 في تشارلستون في الولايات المتحدة، وتوفيت في 18 ديسمبر 1863.

## وصلات خارجية
- ماريا مارتن على موقع الموسوعة البريطانية (الإنجليزية)